# 緬甸紋胸鮡
緬甸紋胸鮡，為輻鰭魚綱鯰形目鮡科的其中一種，為熱帶淡水魚類，分布於亞洲薩爾溫江及伊洛瓦底江流域，體長可達26.6公分，棲息在底層水域，生活習性不明。

## 扩展阅读
維基物種上的相關：緬甸紋胸鮡